# Kreugerkoncernen

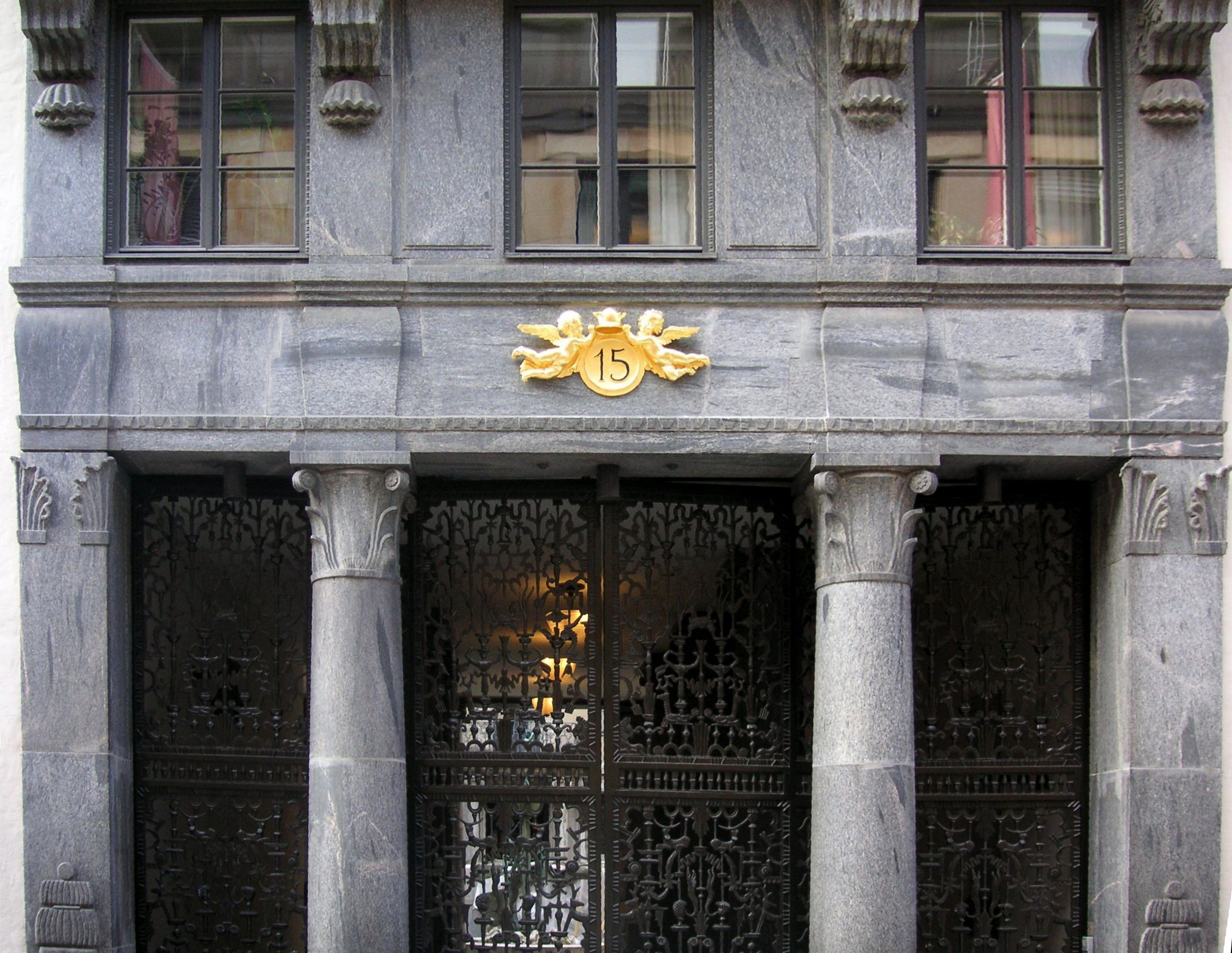
Entrén till Tändstickspalatset, säte för Kreugerkoncernen och Svenska Tändsticks Aktiebolaget från omkring 1930.

Kreugerkoncernen eller Kreuger-gruppen var mellan 1917 och 1932 en Sverige-baserad internationell företagsgrupp kontrollerad av Ivar Kreuger.

## Historik
Verksamheten utvecklades under 1910-talet och koncernen grundades formellt 1917 som ett holdingbolag, Kreuger & Toll Holding AB, även benämnt som enbart Kreuger & Toll AB, där Svenska Tändsticks Aktiebolaget utgjorde grunden i koncernen. Åren därefter växte bolaget snabbt genom förvärv av tändsticksföretag utomlands i både Europa, USA och Sydamerika via det av Kreuger grundade och helägda holdingbolaget International Match Corporation (IMCO) med säte i New York, USA. Kreugerkoncernens tändsticksverksamhet kom från tidigt 1920-tal att dominera världsproduktionen av tändstickor.
Koncernens verksamhet kom därefter att under 1920-talet, parallellt med tändsticktillverkningen, att inriktas mot en uppbyggnad av en kombinerad finans- och industrikoncern inom vitt skilda verksamhetsområden genom förvärv av majoritetsposter i en rad stora svenska industriföretag med huvudsaklig inriktning mot pappersmassa, verkstadsindustri, telekommunikation och gruvnäringen. Koncernen svarade under 1930 för 64 procent av den totala omsättningen på Stockholms fondbörs.
Efter Ivar Kreugers död 1932 försattes stora delar av Kreugerkoncernen i konkurs, vilket utlöste en finanskris som brukar omtalas som Kreugerkraschen. Konkursutredningen var avslutad först 1941.

## Bolag i koncernen
Koncernen har beräknats till att 1929–1930 omfatta mer än 200 olika företag, däribland:
- Kreuger & Toll AB (holdingbolag för hela Kreugerkoncernen inklusive holdingbolaget IMCO i USA)
- STAB (Svenska Tändsticks AB)
- International Match Corporation (IMCO), USA (holdingbolag för tändstickstillverkning i länder utanför Europa)
- Stora Kopparbergs Bergslags AB (stort aktieinnehav)
- SKF (AB Svenska Kullagerfabriken) (stort aktieinnehav)
- LKAB (Luossavaara-Kirunavaara AB)
- Bolidens Gruv AB (guldfyndigheter)
- Fastighets AB Hufvudstaden
- Telefon AB L.M. Ericsson
- SCA (Svenska Cellulosa AB)
- Högbroforsens Industri AB
- Diamond Match, USA
- Ohio Match, USA
- Sirus A/G
- Szikra Ungar. Zundholzfabriken
- Alsing Trading Company, England
- SF (AB Svensk Filmindustri)
- Skandinaviska Kredit AB (senare Skandinaviska Banken, nuvarande SEB)
- Stockholms Inteckningsgaranti AB (stort aktieinnehav)
- TGO (Trafik AB Grängesberg-Oxelösund)
- Deutsche Unionbank G.m.b.H
- Banque Saint Phalle Corporation
- Union de Banques á Paris S.A.
- Banque de Suède et de Paris
- Hollandsche Koopmansbank
- Aktiebauverein Passage
- A/G fur Bausbesitz
- Bank Amerykanski w Polsce

Företaget Kreuger & Toll Byggnads AB under ledning av Paul Toll ingick inte i holdingbolaget Kreuger & Toll AB efter 1917. Ivar Kreuger innehade dock en mindre aktiepost i byggbolaget via fastighetsbolaget Hufvudstaden AB som beställde sina bygg- och renoveringsprojekt hos Kreuger & Toll Byggnads AB.

## Utlåning till stater
Kreugerkoncernens totala lån till utländska stater har uppgetts till som högst sammanlagt 387 miljoner dollar (USD) vilket i 1998 års penningvärde skulle motsvara 35 miljarder dollar, med följande uppdelning 1925-1930:
- Polen, 1925: 6 miljoner USD, 1930: 32,4 miljoner USD
- Fristaden Danzig 1930: 1 miljon USD
- Grekland, 1926: 1 miljon GBP och 1931: 1 miljon GBP
- Ecuador, 1927: 2 miljoner USD och 1929: 1 miljon USD
- Frankrike, 1927: 75 miljoner USD
- Jugoslavien, 1928: 22 miljoner USD
- Ungern, 1928: 36 miljoner USD
- Tyskland, 1929: 125 miljoner USD
- Lettland, 1928: 6 miljoner USD
- Rumänien, 1930: 30 miljoner USD
- Litauen, 1930: 6 miljoner USD
- Bolivia, 1930: 2 miljoner USD
- Estland, 1928: 7,6 miljoner SEK
- Guatemala, 1930; 2,5 miljoner USD
- Turkiet, 1930: 10 miljoner USD
- Del i Young-lånet[4], 1930: 15 miljoner USD

Förhandlingar inleddes redan 1926 om ett lån till Italien på 75 miljoner USD men dessa förhandlingar kom aldrig till ett avslut och avbröts under hösten 1930. Lånet skulle utbetalas under juli 1932 och amorteras av på 50 år med en räntesats på 5,5%. Som motprestation skulle Kreuger få monopol på hela den Italienska tändsticksproduktionen.

## Tändsticksfabriker i Kreugerkoncernen

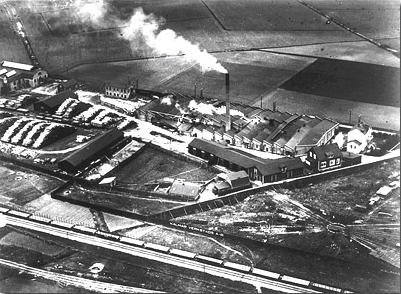
Kalmar Tändsticksfabrik. Fabrikerna i Kalmar lades ner 1967. Foto: omkring 1930.

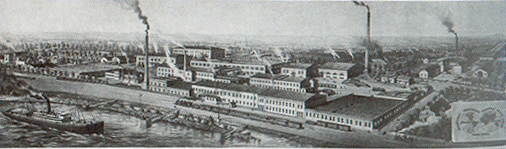
Jönköpings Tändsticksfabrik. Den sista fabriken i Jönköping som tillverkade tändstickor, Jönköpings Westra Tändsticksfabrik, lades ner 1970. Foto: omkring 1910.

De två största tändsticksfabrikerna i Sverige på 1930-talet som utgjorde grunden både tekniskt och ekonomiskt i hela Kreugerkoncernen var Jönköpings- och Kalmar tändsticksfabriker. 90% av tändsticksproduktionen såldes på exportmarknader.